# Vicente Moncho
Vicente Moncho (* 10. Juli 1939 in San Juan (Argentinien)) ist ein argentinischer Komponist und Geiger.
Moncho studierte Violine an der Universidad Nacional de Cuyo und nahm außerdem Violinunterricht bei Humberto Carfi. Zwischen 1962 und 1965 war er Violinist in verschiedenen Kammerorchestern in Buenos Aires, außerdem im Orchester des Teatro Argentino von La Plata. 1965 setzte er seine musikalische Ausbildung in Córdoba fort und studierte von 1972 bis 1974 an der Universidad Nacional de Córdoba Komposition bei Teodoro Fuchs und Miguel Corrado. Seine Abschlussarbeit, die Komposition Transmutations wurde 1975 im Teatro Colón aufgeführt.
Moncho war Professor für Musikgeschichte, Harmonielehre und Komposition und von 1985 bis 2008 für Instrumentation und Orchestration an der Universidad Nacional de Córdoba. Als Mitarbeiter des Kultursekretariats von Córdoba (von 1978 bis 1998) organisierte er zwischen 1982 und 1986 die Jornadas de Música del Siglo XX, 1987 war er Koordinator des 33. Weltkongresses der Jeunesses Musicales International. Zwischen 1995 und 2001 war er Mitglied im Vorstand der World Association for Symphonic Bands and Ensembles (WASBE).
1994 gewann Moncho den Kompositionswettbewerb des Consejo Argentino de la Música, 1999 erhielt er den Großen Preis des argentinischen Urheberrechtsverbandes in der Kategorie Kammer- und sinfonische Musik, 2001 den Preis der argentinischen Musikkritik.

## Werke
- Preludio y Fuga para arcos, 1968
- Transmutaciones II für Streicher, 1974
- Introspección para orquesta, 1975
- ...de Tango para 8 instrumentistas, 1977, für Bläser und Schlagzeug 1994, für Orchester 1996
- Invención für Flöte, Klarinette, Violine, Viola und Violoncello, 1978
- El Regreso de Anaconda Ballett, 1982
- Tres piezas para Violín, Clarinete y Piano, 1982
- Pieza para violín solo, 1983
- Acontecer für Violine und Instrumentalensemble, 1985–2000
- Seis Bagatelas für Flöte, Klarinette und Gitarre, 1986
- Dos Canciones para Federico für gemischten Chor, 1986
- Abstrales für Flöte und Klavier, 1987
- En honor a la verdad, Farsa operística für Solisten, Schauspieler, Chor und Orchester, 1988
- Nazuna für Vokal- und Klarinettenquartett, 1989
- Encuentros für Streicher, 1990
- Crecientes für Orchester, 1990
- El Don del Águila für Blasorchester, 1991, 2004
- Ondas für Sopran und Blasorchester, 1992
- I heard you solemn-sweet pipes of the organ... für Blasorchester, 1992
- El Don del Águila für Orchester, 1995, 2004
- Música para Flauta y Guitarra, 1996
- Música para Violín y Orquesta de Vientos, 1999
- Música para Verónika für Klarinette und Streichorchester, 2001
- Arreglo de "Mi Refugio" de Juan C. Cobián für Blasorchester, 2001
- Tres Piezas para Sebastián für Soloperkussionist und Bläserensemble, 2003
- Un Retrato de Dorian y Ben für Solofagott, Streicher und Perkussion, 2004
- Música con un toque de tango für Altsaxophon solo, Blechbläser und Perkussion, 2004
- Tango Band für Blasorchester, 2004
- Devenir für Violine und Orchester, 2005
- Ave María für Sopran und Bläserensemble, 2007
- Arreglo del "Ave María" de Bach-Gounod für Sopran und Bläserensemble, 2007
- Tocancitango für Blasorchester, 2008
- Ultreya für Blasorchester, 2008
- Música para Viola y Orquesta de Vientos, 2009
- La Noche Oscura" para mezzo-soprano, Coro y Orquesta, 2009